# イレーネー・ラスカリナ
イレーネー・ラスカリナ (ギリシャ語：Ειρήνη Λασκαρίνα、生年未詳 - 1239年) はニカイア帝国の初代皇帝テオドロス1世ラスカリスの皇女。母親アンナ・アンゲリナは、東ローマ帝国皇帝アレクシオス3世アンゲロスとエウフロジネ・ドゥカイナ・カマテリナの皇女であった。

## 生涯
最初はアンドロニコス・パレオロゴス将軍に嫁ぐが、その死後、テオドロス1世の寵臣ヨハネス・ヴァタツェス（後の皇帝ヨハネス3世ドゥーカス・ヴァタツェス）と再婚して、テオドロス2世を出産。出産後に落馬して重傷を負い、二度と子どもの産めない体になった。エウゲニアと名を改めて修道院に引退し、1239年に他界するまで余生を尼僧として過ごした。
中庸を得た思慮深い言動によって、歴史家からの評価は高く、ニカイア帝国の国民たちは彼女を手本として、倫理観を高めたと伝えられる。
妹マリアはハンガリー王ベーラ4世と結婚した。